# Malmö Fotbollförening 1978
Questa voce raccoglie le informazioni riguardanti il Malmö Fotbollförening nelle competizioni ufficiali della stagione 1978.

## Stagione
Presentatosi ai nastri di partenza della Allsvenskan con la qualificazione in Coppa delle Coppe (ottenuta grazie alla vittoria in finale di Svenska Cupen contro il Kalmar, maturata dopo i tempi supplementari), durante la prima parte del girone di andata il Malmö lottò per difendere il titolo guadagnato nella stagione precedente. Dopo la sconfitta nello scontro diretto con l'Östers, il Malmö cedette gradualmente il passo agli avversari, concludendo tuttavia al secondo posto con sei punti di svantaggio sulla vetta.
Al termine della stagione il Malmö disputò la Coppa dei Campioni 1978-1979: grazie a un rendimento regolare (vittorie in casa e pareggi a reti inviolate in trasferta, a eccezione dell'incontro dei quarti di finale con il Wisła Cracovia, in cui la squadra fu costretta a rimontare il 2-1 subito nella gara di andata) la squadra giunse sino alla finale contro il Nottingham Forest, persa per 1-0.

## Divisa e sponsor
Le divise della squadra, prodotte dalla Tretorn, non subirono nessuna modifica nel corso della stagione.
| Manica sinistra · Manica sinistra · Maglietta · Maglietta · Manica destra · Manica destra · Pantaloncini · Calzettoni |

## Rosa
| N. |                   | Ruolo | Calciatore                     |
| -- | ----------------- | ----- | ------------------------------ |
| 1  | Svezia (bandiera) | P     | Jan Möller                     |
| 2  | Svezia (bandiera) | D     | Roland Andersson               |
| 3  | Svezia (bandiera) | D     | Krister Kristensson (capitano) |
| 4  | Svezia (bandiera) | D     | Roy Andersson                  |
| 6  | Svezia (bandiera) | D     | Staffan Tapper                 |
| 7  | Svezia (bandiera) | C     | Anders Ljungberg               |
| 8  | Svezia (bandiera) | A     | Bo Larsson                     |
| 9  | Svezia (bandiera) | A     | Thomas Sjöberg                 |
| 10 | Svezia (bandiera) | D     | Ingemar Erlandsson             |
| 11 | Svezia (bandiera) | A     | Tommy Larsson                  |

| N. |                   | Ruolo | Calciatore        |
| -- | ----------------- | ----- | ----------------- |
| 12 | Svezia (bandiera) | D     | Kent Jönsson      |
| 13 | Svezia (bandiera) | A     | Tommy Andersson   |
| 14 | Svezia (bandiera) | A     | Tommy Hansson     |
| 15 | Svezia (bandiera) | D     | Claes Malmberg    |
| 16 | Svezia (bandiera) | P     | Arne Åkesson      |
| 17 | Svezia (bandiera) | C     | Tore Cervin       |
| 18 | Svezia (bandiera) | A     | Jan-Olov Kinnvall |
|    | Svezia (bandiera) | C     | Robert Prytz      |
|    | Svezia (bandiera) | A     | Mats Arvidsson    |
|    | Svezia (bandiera) | A     | Jan Sjögren       |

## Risultati

### Allsvenskan

#### Girone di andata
| Arbitro: | Johansson (Holm) |

|                                         |           |                    |
| Ljungberg 9’ Andersson 42’ Malmberg 59’ | Marcatori | 42’ (aut.) Larsson |

| Arbitro: | Carlund (Västra Frölunda) |

|          |           |                           |
| Sohlberg | Marcatori | 18’ Andersson 72’ Sjöberg |

| Malmö 23 aprile 1978 | Malmö FF              | 0 – 0 | Kalmar | Malmö Stadion (12557 spett.)\| Arbitro: \| Svelander (Stoccolma) \| |
| Arbitro:             | Svelander (Stoccolma) |       |        |                                                                     |

| Arbitro: | Jonsson (Hudiksvall) |

|  |           |                        |
|  | Marcatori | 3’ Sjöberg 40’ Larsson |

| Arbitro: | Håkansson (Lidköping) |

|  |           |             |
|  | Marcatori | 48’ Sjöberg |

| Arbitro: | Ericson (Stoccolma) |

|                             |           |  |
| Ljungberg 19’ Andersson 76’ | Marcatori |  |

| Arbitro: | Eriksson (Sollefteå) |

|                     |           |  |
| Sjöberg 36’ Larsson | Marcatori |  |

| Arbitro: | Björkman (Lagan) |

|                    |           |  |
| Andersson 55’, 89’ | Marcatori |  |

| Arbitro: | Sandin (Marmaverken) |

|             |           |  |
| Larsson 64’ | Marcatori |  |

| Arbitro: | Ericson (Stoccolma) |

|              |           |  |
| Jingblad 12’ | Marcatori |  |

| Arbitro: | Jonsson (Hudiksvall) |

|                             |           |  |
| Ljungberg 12’ Andersson 55’ | Marcatori |  |

| Arbitro: | Johansson (Skövde) |

|               |           |  |
| Þórðarson 67’ | Marcatori |  |

| Arbitro: | Eriksson (Sollefteå) |

|                                |           |            |
| Sjöberg 76’, 79’ Andersson 86’ | Marcatori | 55’ Howell |

#### Girone di ritorno
| Arbitro: | Johansson (Holm) |

|                    |           |               |
| Holmström 31’, 72’ | Marcatori | 88’ Andersson |

| Arbitro: | Håkansson (Lidköping) |

|            |           |                           |
| Cervin 81’ | Marcatori | 1’ Evensson 28’ Þórðarson |

| Arbitro: | Eriksson (Norrköping) |

|            |           |  |
| Werner 37’ | Marcatori |  |

| Malmö 6 settembre 1978 | Malmö FF               | 0 – 0 | Djurgården | Malmö Stadion (7073 spett.)\| Arbitro: \| Fredriksson (Tidaholm) \| |
| Arbitro:               | Fredriksson (Tidaholm) |       |            |                                                                     |

| Kalmar 10 settembre 1978 | Kalmar              | 0 – 0 | Malmö FF | Fredriksskan (6290 spett.)\| Arbitro: \| Nyström (Linköping) \| |
| Arbitro:                 | Nyström (Linköping) |       |          |                                                                 |

| Arbitro: | Johansson (Holm) |

|            |           |               |
| Larsson 8’ | Marcatori | 86’ Magnusson |

| Arbitro: | Eriksson (Sollefteå) |

|                |           |            |
| Augustsson 31’ | Marcatori | 61’ Cervin |

| Arbitro: | Björkman (Lagan) |

|  |           |                            |
|  | Marcatori | 43’, 70’ Cervin 56’ Tapper |

| Malmö 7 ottobre 1978 | Malmö FF             | 0 – 0 | Halmstad | Malmö Stadion (3935 spett.)\| Arbitro: \| Eriksson (Sollefteå) \| |
| Arbitro:             | Eriksson (Sollefteå) |       |          |                                                                   |

| Arbitro: | Johansson (Skövde) |

|               |           |              |
| Johansson 35’ | Marcatori | 2’ Ljungberg |

| Arbitro: | Grönlund (Kvissleby) |

|  |           |                            |
|  | Marcatori | 38’ Lennartsson 88’ Hagman |

| Arbitro: | Fredriksson (Tidaholm) |

|               |           |  |
| Ljungberg 38’ | Marcatori |  |

| Stoccolma 29 ottobre 1978 | IFK Norrköping        | 0 – 0 | Malmö FF | Idrottsparken (2114 spett.)\| Arbitro: \| Svelander (Stoccolma) \| |
| Arbitro:                  | Svelander (Stoccolma) |       |          |                                                                    |

### Coppa dei Campioni
| Malmö 13 settembre 1978, ore 19:00 UTC+1 | Malmö FF | 0 – 0 referto | Monaco | Malmö Stadion\| Arbitro: \| Prokop \| |
| Arbitro:                                 | Prokop   |               |        |                                       |

| Arbitro: | Frickel |

|  |           |              |
|  | Marcatori | 35’ Kinnvall |

| Kharkiv 18 ottobre 1978, ore 19:00 UTC+2 | Dinamo Kiev | 0 – 0 referto | Malmö FF | Metalist Stadion\| Arbitro: \| Daina \| |
| Arbitro:                                 | Daina       |               |          |                                         |

| Arbitro: | Hunting |

|                        |           |  |
| Cervin 9’ Kinnvall 36’ | Marcatori |  |

| Arbitro: | Tokat |

|                         |           |             |
| Nawalka 26’ Kmiecik 82’ | Marcatori | 13’ Hansson |

| Arbitro: | Eschweiler |

|                                                  |           |             |
| Ljungberg 65’ (rig.), 72’, 90’ (rig.) Cervin 82’ | Marcatori | 58’ Kmiecik |

| Vienna 11 aprile 1979, ore 19:30 UTC+1 | Austria Vienna | 0 – 0 referto | Malmö FF | Ernst-Happel-Stadion\| Arbitro: \| Jarguz \| |
| Arbitro:                               | Jarguz         |               |          |                                              |

| Arbitro: | Wurtz |

|             |           |  |
| Hansson 47’ | Marcatori |  |

| Arbitro: | Linemayr |

|             |           |  |
| Francis 45’ | Marcatori |  |

## Statistiche

### Statistiche di squadra
| Competizione       | Punti | Totale | Totale | Totale | Totale | Totale | Totale | DR  |
| Competizione       | Punti | G      | V      | N      | P      | Gf     | Gs     | DR  |
| ------------------ | ----- | ------ | ------ | ------ | ------ | ------ | ------ | --- |
| Allsvenskan        | 32    | 26     | 12     | 8      | 6      | 29     | 15     | +14 |
| Coppa di Svezia    | -     | ?      | ?      | ?      | ?      | ?      | ?      |     |
| Coppa dei Campioni | -     | 9      | 5      | 4      | 1      | 9      | 5      | +4  |
| Totale             | -     | 35+    | 17+    | 12+    | 7+     | 38+    | 20+    |     |

### Statistiche dei giocatori
| Giocatore      | Allsvenskan | Allsvenskan | Allsvenskan | Allsvenskan | Svenska Cupen | Svenska Cupen | Svenska Cupen | Svenska Cupen | Coppa dei Campioni | Coppa dei Campioni | Coppa dei Campioni | Coppa dei Campioni | Totale   | Totale | Totale      | Totale     |
| Giocatore      | Presenze    | Reti        | Ammonizioni | Espulsioni  | Presenze      | Reti          | Ammonizioni   | Espulsioni    | Presenze           | Reti               | Ammonizioni        | Espulsioni         | Presenze | Reti   | Ammonizioni | Espulsioni |
| -------------- | ----------- | ----------- | ----------- | ----------- | ------------- | ------------- | ------------- | ------------- | ------------------ | ------------------ | ------------------ | ------------------ | -------- | ------ | ----------- | ---------- |
| M. Andersson   | 23          | 0           | ?           | ?           | ?             | ?             | ?             | ?             | 9                  | 0                  | 0                  | 0                  | 32+      | 0+     | 0+          | 0+         |
| Rol. Andersson | 19          | 0           | ?           | ?           | ?             | ?             | ?             | ?             | 7                  | 0                  | 0                  | 0                  | 26+      | 0+     | 0+          | 0+         |
| Roy Andersson  | 25          | 2           | ?           | ?           | ?             | ?             | ?             | ?             | 8                  | 0                  | 0                  | 0                  | 33+      | 2+     | 0+          | 0+         |
| T. Andersson   | 11          | 6           | ?           | ?           | ?             | ?             | ?             | ?             | 4                  | 0                  | 0                  | 0                  | 15+      | 6+     | 0+          | 0+         |
| M. Arvidsson   | 1           | 0           | ?           | ?           | ?             | ?             | ?             | ?             | 2                  | 0                  | 0                  | 0                  | 3+       | 0+     | 0+          | 0+         |
| T. Cervin      | 17          | 4           | ?           | ?           | ?             | ?             | ?             | ?             | 9                  | 2                  | 0                  | 0                  | 26+      | 6+     | 0+          | 0+         |
| I. Erlandsson  | 19          | 0           | ?           | ?           | ?             | ?             | ?             | ?             | 9                  | 0                  | 1                  | 0                  | 28+      | 0+     | 1+          | 0+         |
| T. Hansson     | 7           | 0           | ?           | ?           | ?             | ?             | ?             | ?             | 8                  | 2                  | 1                  | 0                  | 15+      | 2+     | 1+          | 0+         |
| K. Jönsson     | 5           | 0           | ?           | ?           | ?             | ?             | ?             | ?             | 4                  | 0                  | 0                  | 0                  | 9+       | 0+     | 0+          | 0+         |
| J. Kinnvall    | 14          | 0           | ?           | ?           | ?             | ?             | ?             | ?             | 9                  | 2                  | 0                  | 0                  | 23+      | 2+     | 0+          | 0+         |
| K. Kristensson | 26          | 0           | ?           | ?           | ?             | ?             | ?             | ?             | 4                  | 0                  | 1                  | 0                  | 30+      | 0+     | 1+          | 0+         |
| B. Larsson     | 26          | 1           | ?           | ?           | ?             | ?             | ?             | ?             | 6                  | 0                  | 1                  | 0                  | 32+      | 1+     | 1+          | 0+         |
| T. Larsson     | 16          | 3           | ?           | ?           | ?             | ?             | ?             | ?             | 0                  | 0                  | 0                  | 0                  | 16+      | 3+     | 0+          | 0+         |
| A. Ljungberg   | 25          | 5           | ?           | ?           | ?             | ?             | ?             | ?             | 7                  | 3                  | 1                  | 0                  | 32+      | 8+     | 1+          | 0+         |
| C. Malmberg    | 13          | 1           | ?           | ?           | ?             | ?             | ?             | ?             | 2                  | 0                  | 0                  | 0                  | 15+      | 1+     | 0+          | 0+         |
| J. Möller      | 26          | -15         | ?           | ?           | ?             | -?            | ?             | ?             | 9                  | -15                | 0                  | 0                  | 35+      | -30+   | 0+          | 0+         |
| R. Prytz       | 6           | 0           | ?           | ?           | ?             | ?             | ?             | ?             | 3                  | 0                  | 0                  | 0                  | 9+       | 0+     | 0+          | 0+         |
| T. Sjöberg     | 13          | 6           | ?           | ?           | ?             | ?             | ?             | ?             | 0                  | 0                  | 0                  | 0                  | 13+      | 6+     | 0+          | 0+         |
| J. Sjögren     | 1           | 0           | ?           | ?           | ?             | ?             | ?             | ?             | 0                  | 0                  | 0                  | 0                  | 1+       | 0+     | 0+          | 0+         |
| S. Tapper      | 15          | 1           | ?           | ?           | ?             | ?             | ?             | ?             | 9                  | 0                  | 0                  | 0                  | 24+      | 1+     | 0+          | 0+         |